# 龍潭龍元宮
24°51′55″N 121°12′51″E / 24.865307°N 121.2140725°E
龍潭龍元宮，是位於臺灣桃園市龍潭區的神農廟，其開基主神像來自大溪永昌宮。

## 歷史沿革

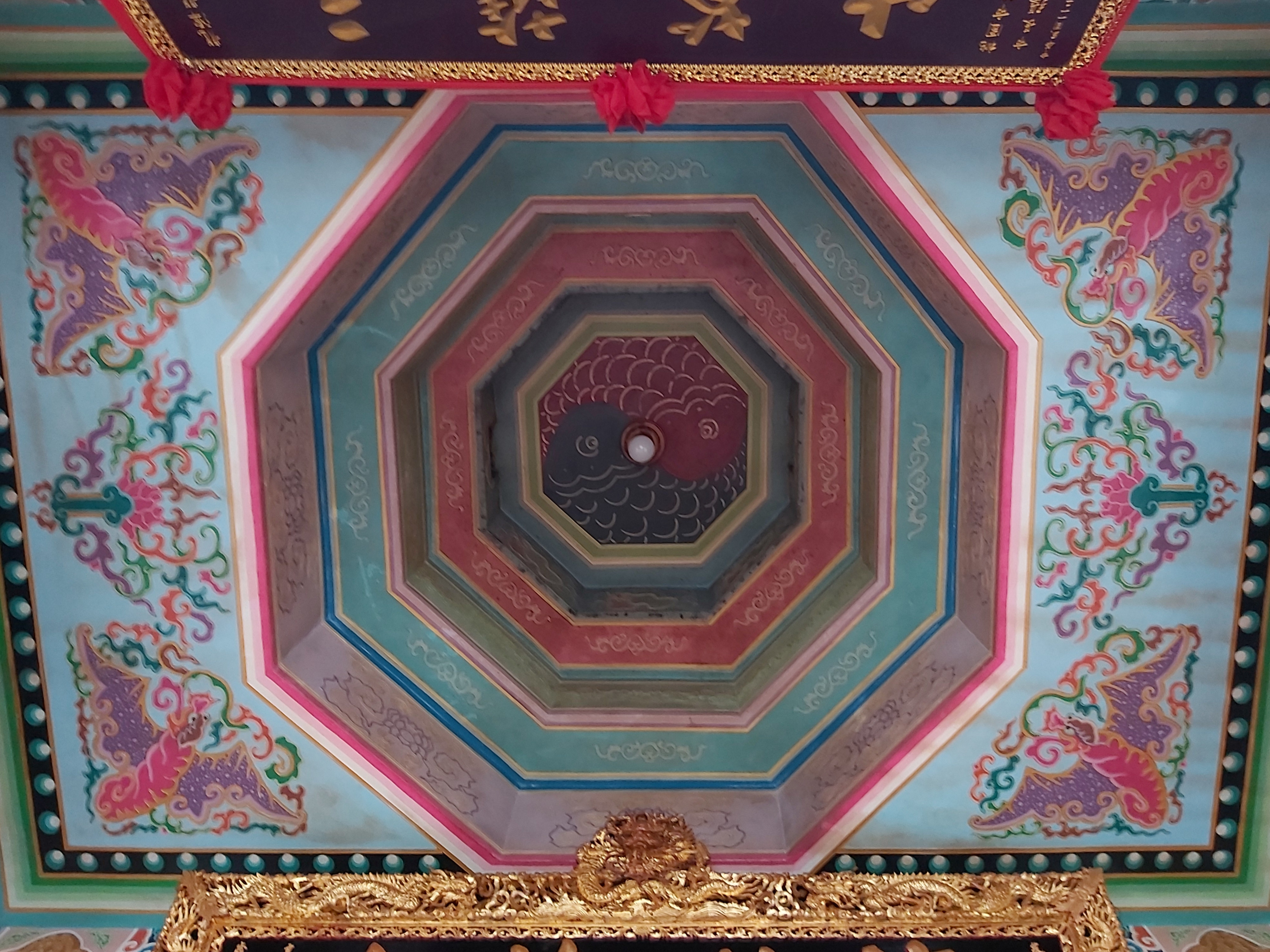
三川殿藻井

龍潭龍元宮為道光五年（1825年），由黃明漢、魏乾宗、古象賢、鍾天富等，以二千多銀元提倡在菱潭陂建廟。該址為龍潭第一市場與南龍路間。竣工後登龕前，正逢大溪永昌宮遭遇火災，菱潭陂居民便將其奉祀神農神像及銅香爐暫時安祀於龍元宮，此後神農神像便永留在龍元宮。同治三年（1864年），龍元宮遷移置今地點。1895年，民眾反抗日軍，龍元宮受戰火波及，翌年修復。1925年，龍潭庄長鍾會宏等五人發起募捐購買九座寮之水田與土地作為祀田。1953年，政府實施耕者有其田後這些祀田全部歸於佃農李錦行。
今址為東龍路246號。廟身四周已是市區，人口密佈。

## 宗教活動

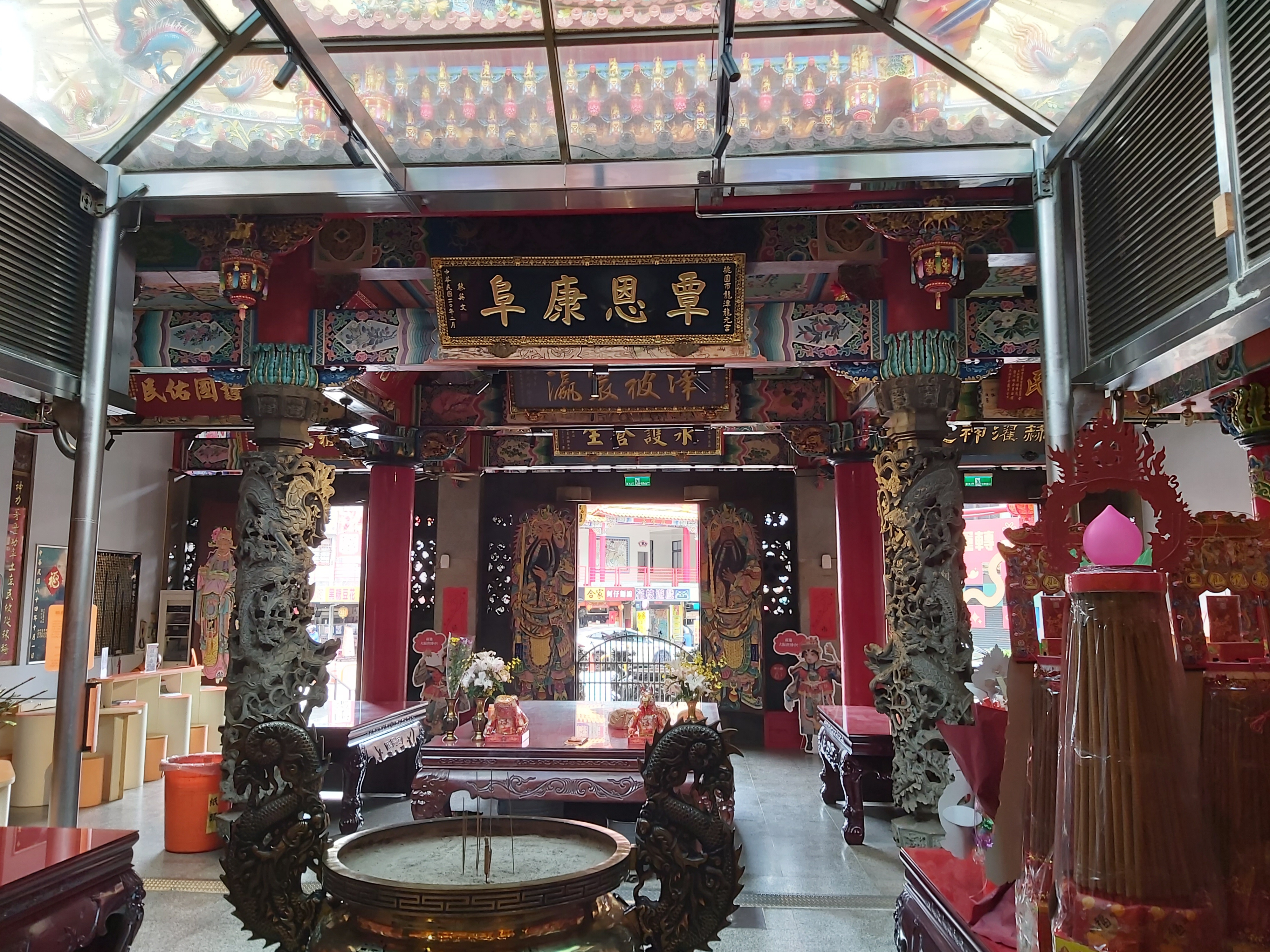
中庭

元宵節時會由強壯的消防員扮演財神遊街，讓商家搶著讓財神至商店作祈福。
龍潭文昌廟在1895年因戰火遭毀，此後其文昌帝君神像供奉於龍元宮。逢文昌帝君誕辰，該像會迎去龍潭聖蹟亭祭祀。
農曆四月廿六日至五月初五，舉辦神農大帝誕辰祭典。原先輪祀是分為黃唐、上林、龍潭、烏林、八德這五大庄，以農曆四月廿六日、七月十三日各均舉辦慶典。1997年3月27日，廟方因龍潭人口快速增加，改為九大庄，依順序為龍潭村、烏林村、凌雲及干城村、八德村、九龍及中興村、黃唐村、中山村、上林村、中正村。
因神農兼具藥仙身分，龍元路的中藥店會配合此廟的藥籤，讓客戶報數字便可翻開本子配藥。

## 主要供奉
1990年代時，廟方開始供奉文財神比干、武財神趙公明。

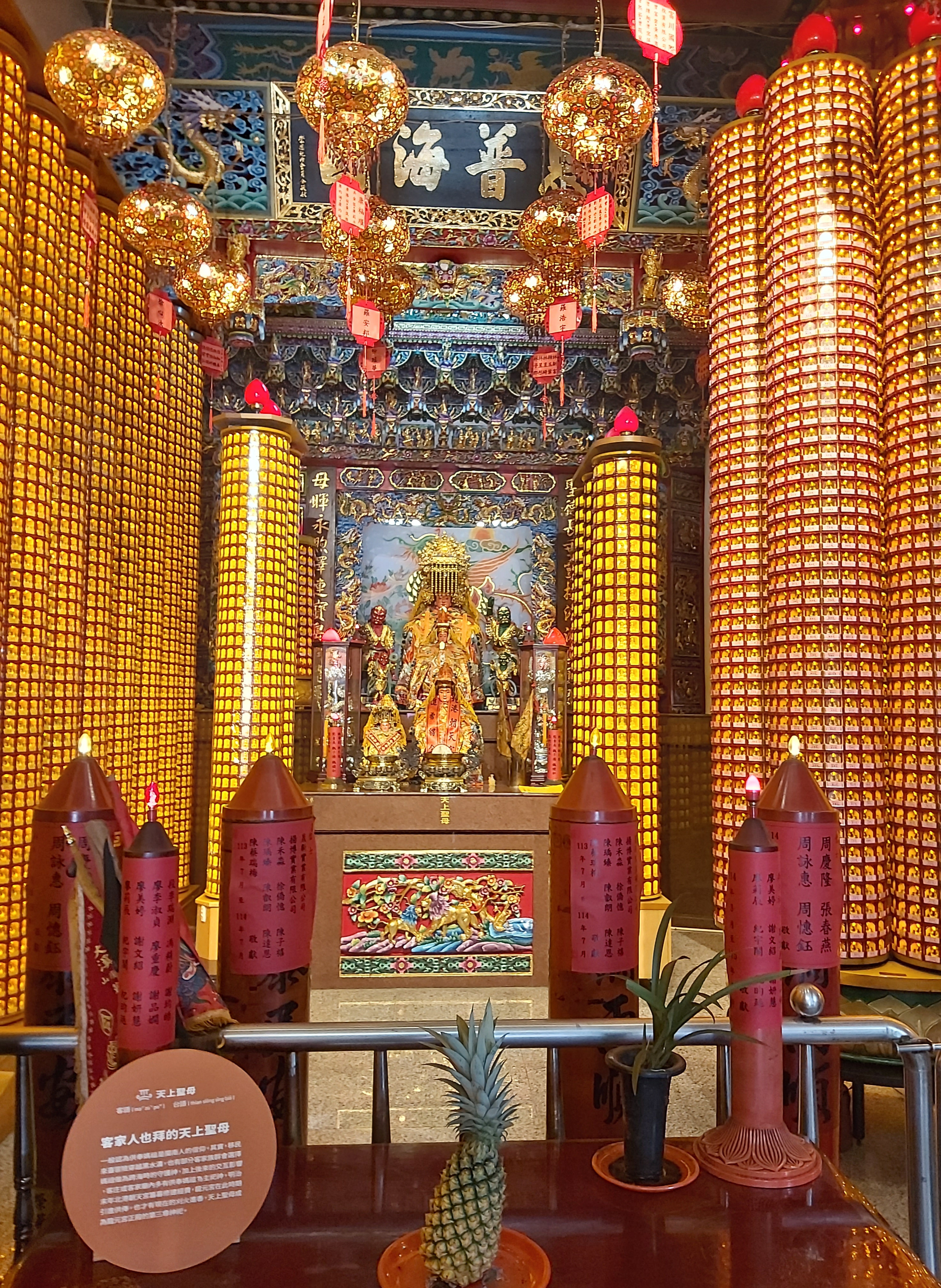
天上聖母
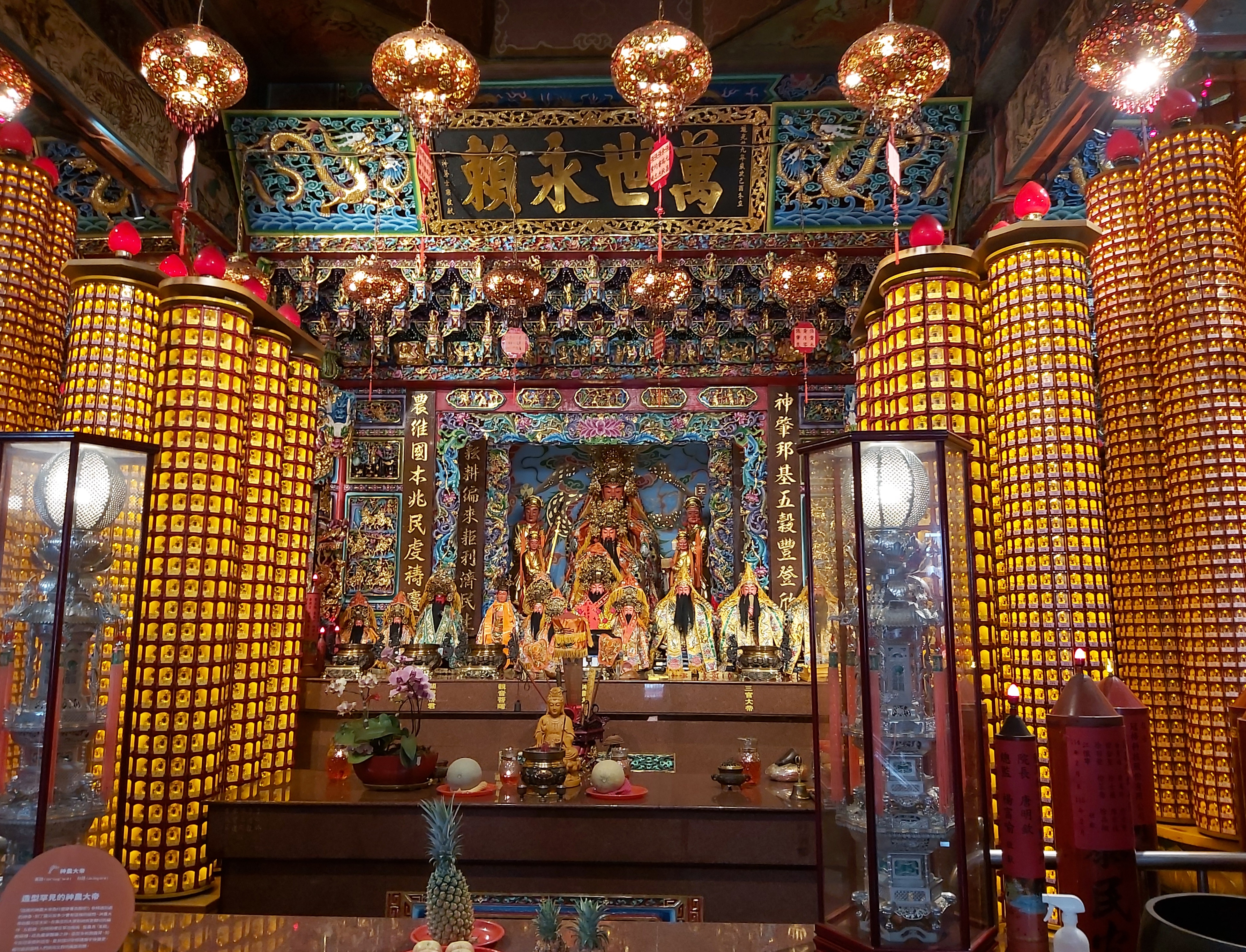
神農大帝
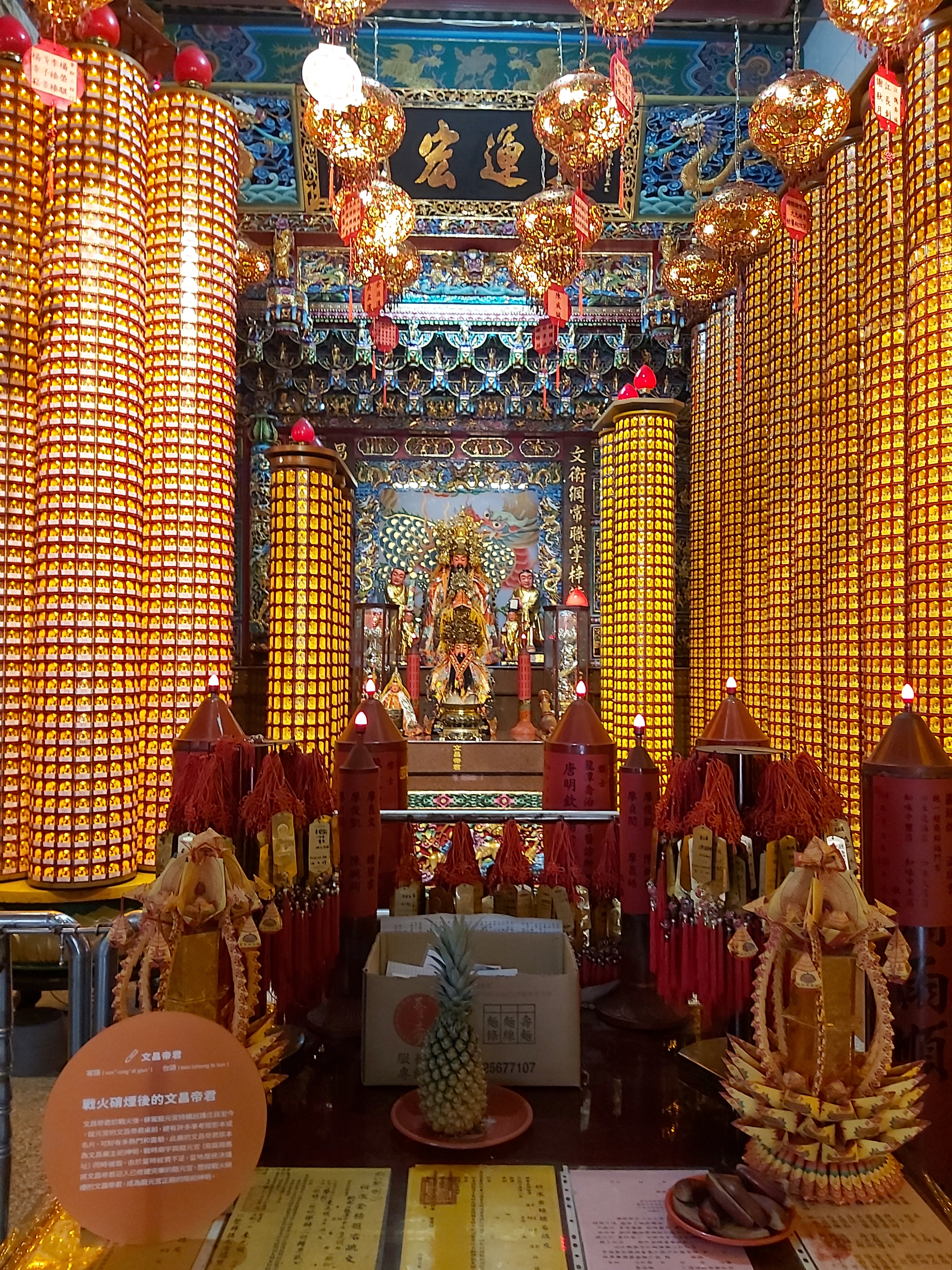
文昌帝君
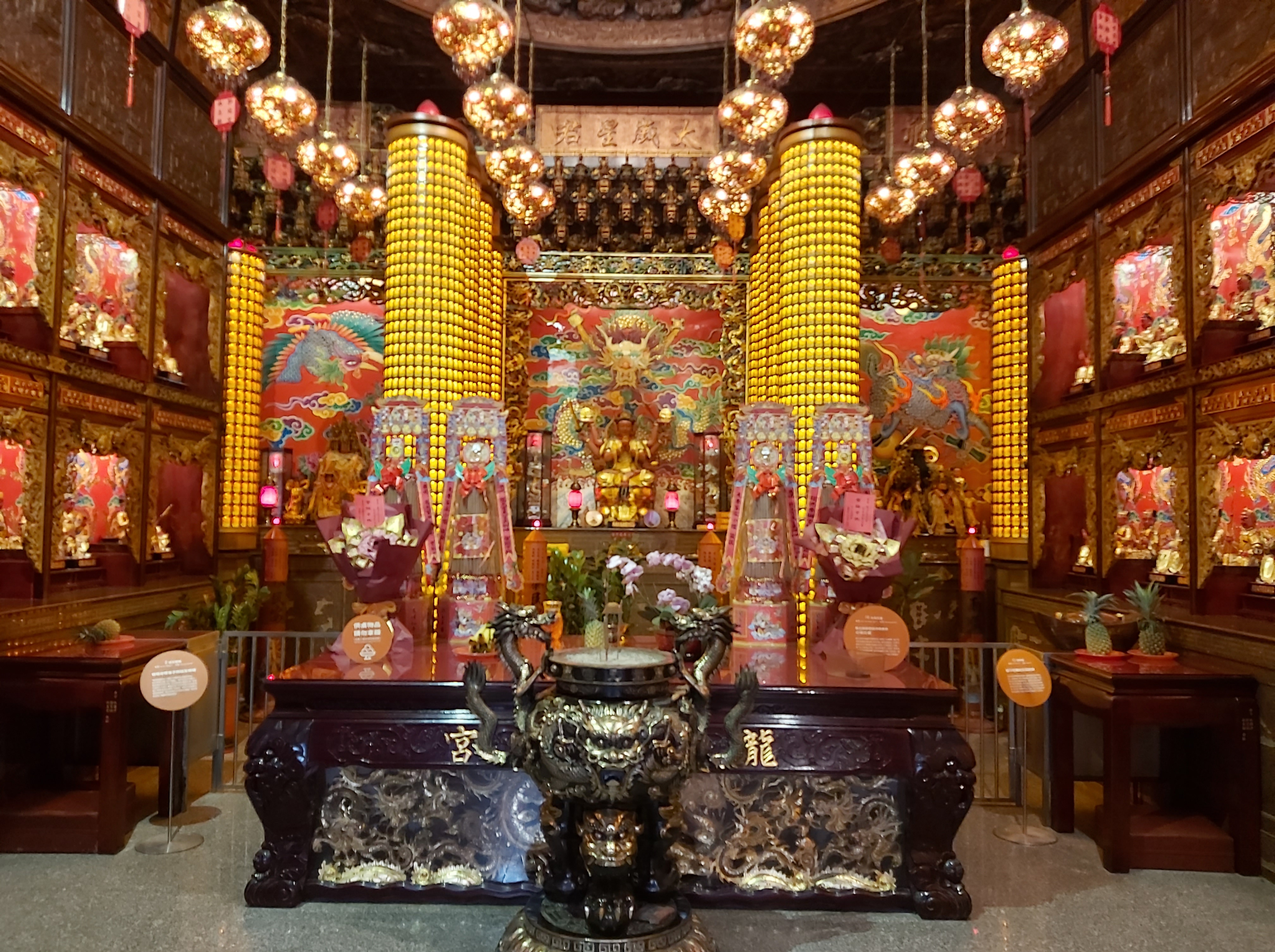
太歲殿